# زلزال أنديجان 1902
زلزال أنديجان 1902 هو زلزالٌ وقعَ في أنديجان في أوزبكستان بتاريخ 16 ديسمبر 1902.